# 汇口镇
汇口镇，是中华人民共和国安徽省安庆市宿松县下辖的一个乡镇级行政单位。

## 行政区划
汇口镇下辖以下地区：
汇口社区、同马社区、三洲村、龙潭村、三兴村、团结村、张月村、程营村、康公村、曹湖村和西湖村。